# St. Clair County (Alabama)
Das St. Clair County ist ein County im Bundesstaat Alabama der Vereinigten Staaten. Es liegt im zentralen Norden des Bundesstaates und gehört zu seinen am schnellsten wachsenden Bezirken. Es ist das einzige County in Alabama mit zwei Verwaltungssitzen (County Seat), nämlich Ashville und Pell City. 2007 wurde festgestellt, dass St. Clair County über die größten Erdgasvorkommen des Landes verfügt. Seine Nähe zu den Counties Jefferson und Shelby hat es für die wirtschaftliche Entwicklung und Wohnbebauung attraktiv gemacht. Der Bezirk wird von einer gewählten fünfköpfigen Kommission regiert.

## Geographie
Das County liegt im mittleren Nordosten von Alabama an der Südspitze der Appalachen und wird durch den Backbone Mountain geteilt. Es gehört zum physiographischen Abschnitt Valley and Ridge-Zone und hat eine Fläche von 1693 Quadratkilometern, wovon 51 Quadratkilometer Wasserfläche sind. Die Täler bestehen aus fruchtbaren Kalksteinböden und die Bergrücken aus sauren Sandsteinböden, auf denen Eichen und Fichtenkiefern wachsen.
St. Clair County grenzt im Norden an Etowah und Blount County, im Westen an Jefferson County, im Süden an Shelby und Talladega County und im Osten an Calhoun County.
Der Coosa River, einer der am stärksten genutzten Flüsse Alabamas, verläuft entlang der östlichen Grenze. Die westlichen Hälfte des Countys wird durch einige Zuläufe des Cahaba River entwässert.

### Städte und Gemeinden
Die größte Stadt im County ist Pell City mit etwa 13.500 Einwohnern. Ashville, der andere Verwaltungssitz, hat geschätzt 2.490 Einwohner. Andere größere Orte sind Moody, Springville und Steele.
- Acmar
- Argo (zum Teil in Jefferson County)
- Ashville
- Avondale Village
- Braggsville
- Branchville
- Brompton
- Caldwell
- Chulavista
- Coal City
- Cooks Springs
- Cool Springs
- Copper Springs
- Crestview Gardens
- Cropwell
- Eden
- Ferguson Crossroad
- Gilbert
- Glen City
- Goodwins Mill
- Hardwick
- Harrisburg
- Margaret
- Markeeta
- Moody
- New London
- Oak Ridge
- Odenville
- Park Hill
- Parsons
- Pell City
- Pinedale Shores
- Pleasant Valley
- Prescott
- Ragland
- Riverside
- Sanie
- Seddon
- Springville
- Springville Lake Estates
- St. Clair Springs
- Steele
- Stewarts
- Stewarts Crossroads
- Tanyard
- Turnbough Town
- Walkerton
- Wattsville
- Whitney
- Whitney Junction
- Wolf Creek

## Bevölkerung

### Demographische Daten

Alterspyramide St. Clair County, Alabama

Nach der Volkszählung im Jahr 2000 lebten im St. Clair County 64.742 Menschen. Davon wohnten 1.903 Personen in Sammelunterkünften, die anderen Einwohner lebten in 24.143 Haushalten und 18.445 Familien. Die Bevölkerungsdichte betrug 39 Einwohner pro Quadratkilometer. Ethnisch betrachtet setzte sich die Bevölkerung zusammen aus 90,03 Prozent Weißen, 8,13 Prozent Afroamerikanern, 0,37 Prozent amerikanischen Ureinwohnern, 0,17 Prozent Asiaten, 0,03 Prozent Bewohnern aus dem pazifischen Inselraum und 0,41 Prozent aus anderen ethnischen Gruppen; 0,85 Prozent stammten von zwei oder mehr Ethnien ab. 1,06 Prozent der Bevölkerung waren spanischer oder lateinamerikanischer Abstammung.
Von den 24.143 Haushalten hatten 35,1  Prozent Kinder und Jugendliche unter 18 Jahren, die bei ihnen lebten. In 62,8  Prozent lebten verheiratete, zusammen lebende Paare, 10,0  Prozent waren allein erziehende Mütter, 23,6  Prozent waren keine Familien, 20,8  Prozent aller Haushalte waren Singlehaushalte und in 8,2  Prozent lebten Menschen im Alter von 65 Jahren oder darüber. Die Durchschnittshaushaltsgröße betrug 2,60 und die durchschnittliche Familiengröße betrug 3,01 Personen.
25,4  Prozent der Bevölkerung waren unter 18 Jahre alt, 7,9  Prozent zwischen 18 und 24, 30,7  Prozent zwischen 25 und 44, 24,3  Prozent zwischen 45 und 64 und 11,7  Prozent waren 65 Jahre oder älter. Das Durchschnittsalter betrug 36 Jahre. Auf 100 weibliche Personen kamen 101,8 männliche Personen und auf Frauen im Alter von 18 Jahren und darüber kamen 98,8 Männer.
Das jährliche Durchschnittseinkommen eines Haushalts betrug 37.285 USD, das Durchschnittseinkommen einer Familie 43.152 USD. Männer hatten ein Durchschnittseinkommen von 33.914 USD, Frauen 24.433 USD. Das Prokopfeinkommen betrug 17.960 USD. 9,6  Prozent der Familien und 12,1  Prozent der Einwohner lebten unterhalb der Armutsgrenze.

### Bildung
Das Schulsystem von St. Clair County umfasst 18 Grund- und Sekundarschulen, davon befinden sich sieben in Pell City. Das Jefferson State Community College bietet interaktive Videokonferenzkurse am Standort in Pell City an, wo Schüler Kurse in Bildungsverwaltung oder Wirtschaft belegen können. Außerdem bietet das St. Clair County Extension Office vom Alabama Cooperative Extension System Bildungsprogramme in den Bereichen Landwirtschaft, Forstwirtschaft, Verbraucherwissenschaften und kommunale Ressourcenentwicklung an.

## Geschichte
St. Clair County wurde am 20. November 1818 von der Alabama Territorial General Assembly aus Teilen von Shelby County geschaffen. Zwei Jahre später trug ein Teil von St. Claire County zur Gründung von Jefferson County bei und 1836 entstanden Cherokee und DeKalb County aus weiteren Abtrennungen. Nach dem Bürgerkrieg wurde ein nordöstlicher Abschnitt des Countys zur Schaffung von Etowah County genutzt, woraus sich die heutigen Grenzen von St. Clair ergeben.
Das County wurde zu Ehren von General Arthur St. Clair benannt, der als Ensign der britischen Marine von Schottland nach Amerika reiste. St. Clair ließ sich in Pennsylvania nieder und wurde während der Amerikanischen Revolution General in der Kontinentalarmee und Präsident des Kontinentalkongresses. Die meisten der ersten Siedler von St. Clair County kamen aus Tennessee, Virginia und den Carolinas. Zu den ersten Siedlungen und Städten des Countys gehörten Ashville, Odenville, Riverside und Springville.
Ashville, ursprünglich St. Clairsville genannt, diente als erster Verwaltungssitz und wurde nach John Ash benannt, einem Senator in der ersten Generalversammlung des Bundesstaates. Die Stadt liegt im nördlichen Teil von St. Clair County und war von 1821 bis 1907 der einzige County Seat. Da der Backbone Mountain das County halbiert, hatten viele der südlichen Bewohner Schwierigkeiten nach Ashville zu reisen. 1901 sah die neu in Kraft getretene Verfassung Alabamas vor, dass Pell City als Gerichtssitz für den südlichen Bezirk des Countys dienen sollte. Durch eine Verfassungsänderung im Jahr 1907 wurde Pell City, benannt nach dem Geldgeber George H. Pell von der Pell City Iron and Land Company, dann als zweiter County Seat eingerichtet. Die County Commission tritt jedoch immer nur in Ashville zusammen.
Am 27. April 2011 traf ein heftiger Sturm, der zahlreiche starke Tornados verursachte, den Südosten der USA. Mehr als 250 Menschen wurden in Alabama getötet, darunter 16 Menschen in St. Clair County.

## Kultur und Sehenswürdigkeiten
15 Bauwerke und Stätten im County sind im National Register of Historic Places (NRHP) eingetragen (Stand 9. April 2020), darunter der Ashville Historic District, der Pell City Downtown Historic District und das Judge Elisha Robinson House.

### Museen

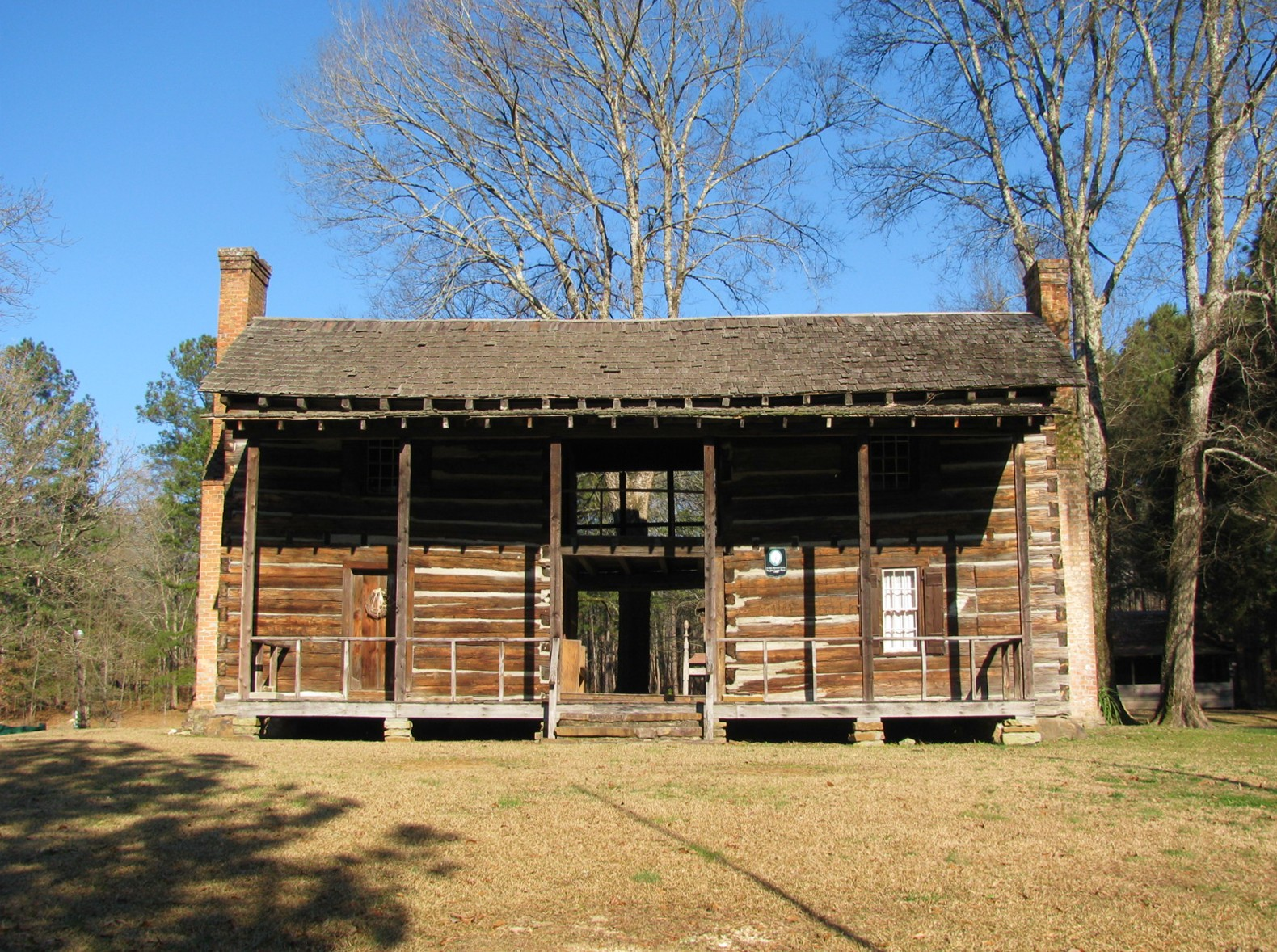
John Looney Pioneer House Museum

Das historische St. Clair County Courthouse ist das älteste in Betrieb befindliche Gerichtsgebäude Alabamas und das Herzstück des Ashville Historic District. Das John W. Inzer Museum, ursprünglich das Wohnhaus des konföderierten Offiziers und Bezirksrichters John Inzer, wurde 1852 im Stil des Greek Revival erbaut und beherbergt Dokumente und Erinnerungsstücke von Inzer. Das 1820 erbaute John Looney Pioneer House Museum ist möglicherweise das älteste Dogtrot-Haus des Bundesstaates. Das Museum veranstaltet jedes Jahr im Herbst ein Festival mit Essen, Spielen, Kunsthandwerk und Musik. Darüber hinaus beherbergt das kürzlich restaurierte Ragland Depot Museum eisenbahngeschichtliche Gegenstände sowie Artefakte aus der Kleinstadt Ragland.

### Festivals
Springville ist Gastgeber des Homestead Hollow Country Fair and Arts Festival, das einmal pro Jahreszeit stattfindet und neben einer Vielzahl von Speisen und Musik auch die Arbeit lokaler Künstler präsentiert. Das White’s Mountain Bluegrass Festival ist ein beliebtes zweitägiges Festival mit lokalen und nationalen Bluegrass-Musikern, das jeden Sommer und Herbst in St. Clair Springs stattfindet.

### Erholung

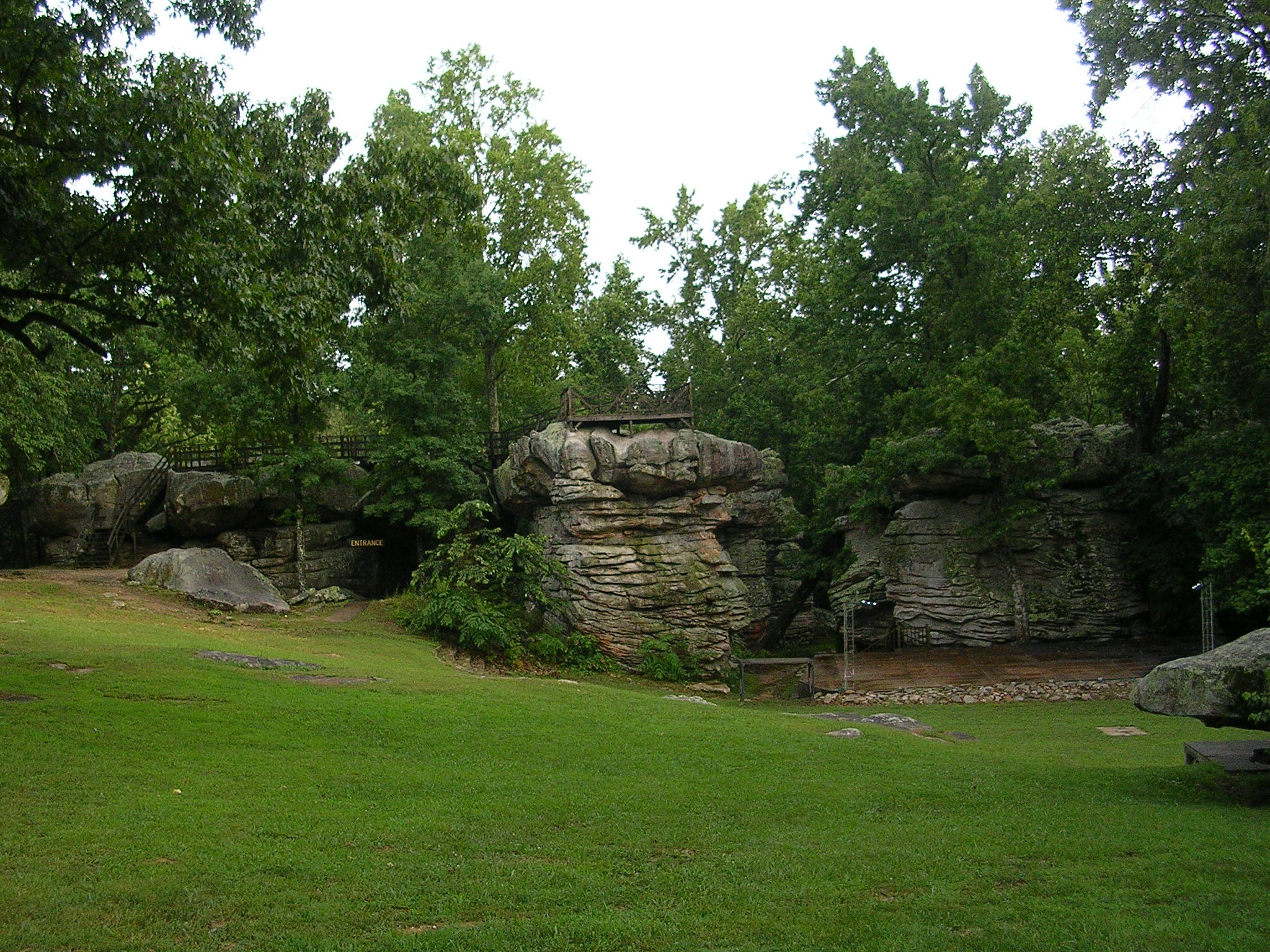
Horse Pens 40

Für Besucher von St. Clair County gibt es zahlreiche Freizeitmöglichkeiten. Durch den Bau des H.-Neely-Henry-Damms und des Logan-Martin-Damms entstand eine Reihe von Seen, von denen der Logan Martin Lake mit einer Fläche von 61,77 km² und einer Uferlänge von 439 Kilometern der größte ist. Die Seen bieten eine Vielzahl von Wassersportmöglichkeiten, darunter Angeln, Bootfahren, Wasserski, Segeln und Schwimmen.
Der in Privatbesitz befindliche Horse Pens 40 ist ein Naturpark auf dem Chandler Mountain in den Gebirgsausläufern der Appalachen. Auf dem 120 Hektar großen Gelände befinden sich alte Indianergrabstätten, und das ganze Jahr über finden hier verschiedene kulturelle Veranstaltungen statt, darunter Musikfestivals, Reenactments des Amerikanischen Bürgerkriegs und Kunstfestivals der Indianer.
Das christlich orientierte Sumatanga Camp and Conference Center in der Nähe von Ashville und Gallant bietet Camping und Wandern sowie einen 22 Hektar großen See zum Bootfahren und Schwimmen.

## Wirtschaft und Infrastruktur

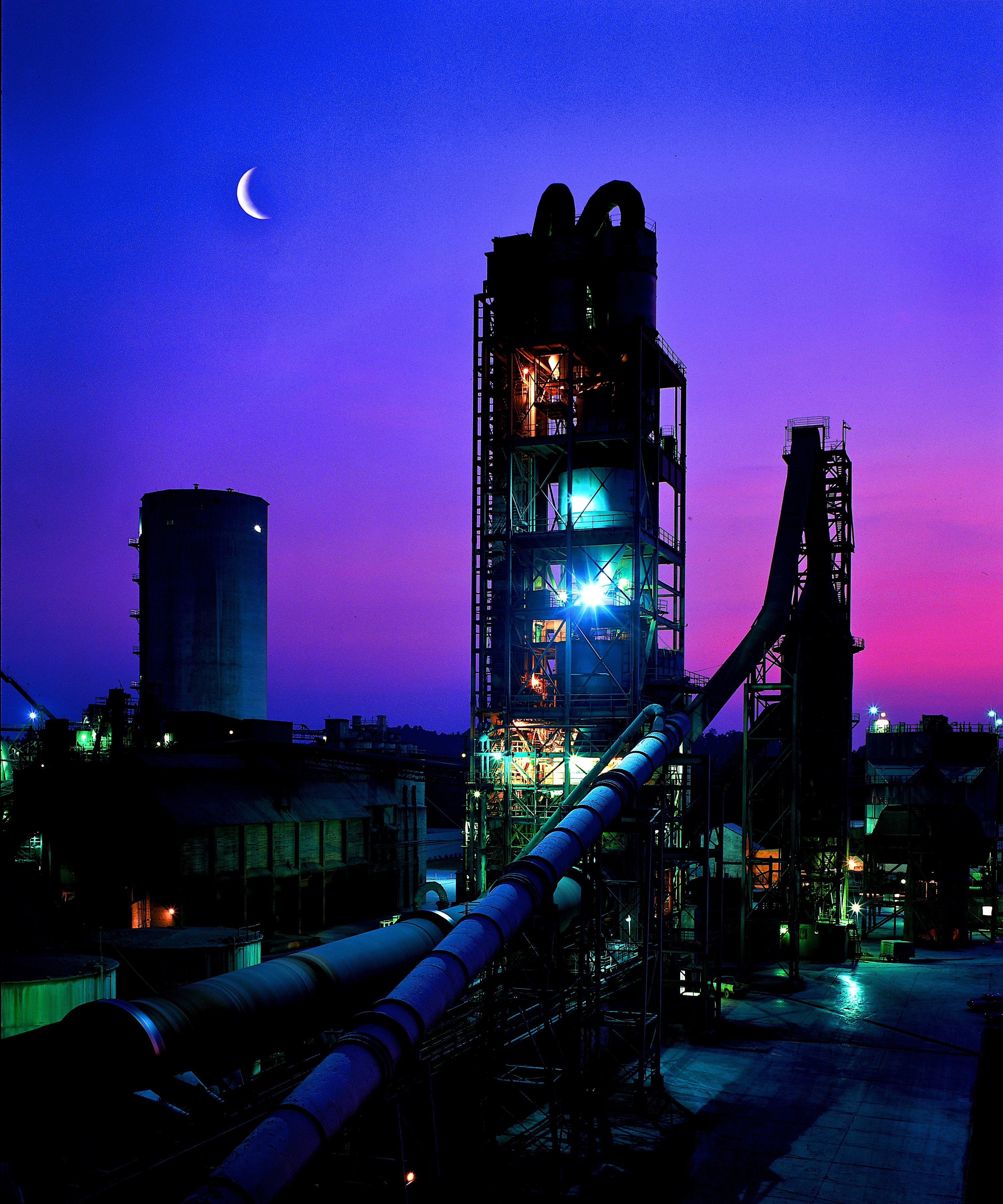
Vicat-Zementfabrik in Ragland

Wie in den meisten Countys Alabamas arbeiteten in St. Clair bis ins 20. Jahrhundert hinein die meisten Menschen in der Landwirtschaft. Am wichtigsten waren Maisanbau und die Viehwirtschaft. Mitte des 20. Jahrhunderts stellten sich die Farmer jedoch auf eine Vielzahl anderer Produkte um. Heute sind Fleischrinder, Heu, Tomaten, Geflügel und Grassoden die wichtigsten Agrarprodukte.
Als Mitte des 20. Jahrhunderts der Fluss Coosa durch mehrere Schleusen und Dämme schiffbar gemacht wurde, entstanden an seinem Lauf auch einige durch Wasserkraft angetriebene Säge- und Papiermühlen.
In den 1990er Jahren siedelte sich in St. Clair County die Automobil- und Luftfahrtindustrie an. Die deutschen Automobilunternehmen WKW Erbslöh North America und Eissmann Automotive North America, beide in Pell City, sind wichtige Arbeitgeber, ebenso wie der japanische Autozulieferer Unipres Corporation in Steele. Der langjährige Arbeitgeber Avondale Mills schloss im Juli 2006 ein Werk in Pell City und entließ zahlreiche Beschäftigte.

### Verkehr
Hauptverkehrsstraßen sind die Interstates 20 und 59, die in ost-westlicher bzw. nordost-südwestlicher Richtung verlaufen. Weitere wichtige Straßen sind der U.S. Highway 11 und der U.S. Highway 231. Der US 11 verläuft ebenfalls in Nordost-Südwest-Richtung, während der US 231 in Nord-Süd-Richtung durch die Mitte des Countys führt.